# Thameslink
Thameslink — цілодобовий, що має 115 станцій, магістральний маршрут у Великій Британії, що прямує від Бедфорда, Лутона, Сент-Олбанс-Сіті, Пітерборо та Кембриджа через центральний Лондон до Саттона, Орпінгтона, Севеноукса, Рейнгема, Горшама та Брайтона. Додаткові рейси до Іст-Грінстед та Літтлгемптон курсують у піковий час. Мережу відкрито в 1988 році, оновлено в 1998, мережа перевозить  понад 28 000 пасажирів у ранковий час-пік. На початок 2020-х мережа є під орудою Govia Thameslink Railway.
Програма Thameslink має кошторис 5,5 млрд. фунтів стерлінгів за для зменшення інтервалу та збільшення довжини поїздів. У 2016 році на цьому маршруті почали курсувати нові поїзди класу 700, що замінили поїзди класів 319, 377 та 387, які були вилучені та передані в інше місце експлуатації.

## Маршрут
Більша частина маршруту пролягає Брайтонською залізницею (через Лондон-брідж) та південною частиною Мідлендської залізниці, з приміською петлею через Саттон та Вімблдон. Лінія через Катфордську петлю до Севеноукса була додана у 2012 році. У 2018 році були додані дільниці до Пітерборо на East Coast Main Line, Кембриджу через Кембриджську залізницю, Горшам на Arun Valley line та Рейнгем через Гринвіч. До Іст-Грінстед та Літтлгемптон потяги курсують у години пік.
Маршрут через центральну частину Лондона проходить через Сент-Панкрас де можлива пересадка на Eurostar та до Східного Мідленду; Фаррінгдон, пересадка на лінії Лондонського метрополітену, (Кільцева, Гаммерсміт-енд-Сіті та Метрополітен), а незабаром і Crossrail; Сіті-Темзлінк, яке замінило зруйновану станцію Віадук Голборн і має південний вхід, що обслуговує Ладгейт-сіркус; Блекфрайерс - пересадка на залізничні лінії та лінії метрополітену Кільцева та Дистрикт; та Лондон-брідж пересадка на залізницю до Кенту та Сассекса та ліній метрополітену Північної та Джубилі.
Потяги, що обслуговують "головну лінію" (від Бедфорда до Брайтона, Пітерборо до Горшама), мають вагони першого класу; ті, що курсують від Лутона, Сент-Олбанса та Кентіша до Саттона, Севеноукса та Орпінгтона, як правило, мають лише стандартний клас.